# Club Atlético River Plate Puerto Rico
Club Atlético River Plate Puerto Rico ist eine puerto-ricanische Fußballmannschaft aus Fajardo, Puerto Rico. Der 2007 gegründete Klub spielte 2011 in der International Division der USL Professional Division, der dritten Liga im Fußballligensystem der USA, sowie in der Puerto Rico Soccer League.
Die Heimspiele werden im Roberto Clemente Stadium in Carolina, Puerto Rico ausgetragen.

## Geschichte
Am 27. Juni 2004 unterzeichneten 31 Anhänger des argentinischen Fußballklubs River Plate einen Kooperationsvertrag mit dem Verein. Initiiert und geleitet wurde dieses von Steven Alvarez, der eine neue Mannschaft in Puerto Rico schaffen wollte. Nach diversen Treffen wurde eine Hallenfußballmannschaft in Zusammenarbeit mit dem Nachbarklub Academia Quintana aufgestellt. Dieses Team belegte einen vierten Platz bei ihrem ersten Turnier.
Im August 2004 wurde die Club Atlético River Plate Corp. offiziell in das Handelsregister in Puerto Rico eingetragen und in Carolina wurde das erste Büro eingerichtet. Zwischen 2005 und 2006 trafen sich Verantwortliche von River Plate und der Federación Puertorriqueña de Futbol, dem Fußballverband Puerto-Ricos um die Möglichkeit eines Franchises auf der Insel zu erläutern. Am Anschluss unterzeichnete der Präsident des Verbandes einen Lizenzvertrag, so konnte River Plate Puerto Rico am 1. Januar 2007 gegründet werden.
Um die Bekanntheit des neuen Klubs zu erweitern, konnte mit dem Boxer Miguel Cotto eine Vereinbarung erreicht werden. Dieser trug fortan bei allen Kämpfen die Farben des neuen Franchises. Vor der Gründung wurde bereits der Eintritt in die Liga Premier de Fútbol ab 2007 bekannt gegeben. River Plate Puerto Rico erreichte hier den ersten Platz.
Im Umfeld des Franchises tauchten immer wieder Gerüchte über einen möglichen Beitritt zur USL First Division auf. Die Klubführung entschied aber dagegen und wurde Gründungsmitglied der Puerto Rico Soccer League, die 2008 ihren Ligabetrieb aufnahm.

### PRSL
Am 28. Juni 2008 absolvierte die Mannschaft ihr erstes Spiel in der Puerto Rico Soccer League. Gegen den Atlético de San Juan FC konnte ein 2:0-Sieg erreicht werden. Die Mannschaft schaffte den zweiten Platz in der Regular Season und konnte sich so für die Play-offs qualifizieren. Im Finale unterlag man aber gegen den Sevilla FC Puerto Rico mit 2:1.
2009 erreichte River Plate den Sieg in der Regular Season, wobei man sich aber schon im Halbfinale gegen Atletico de San Juan FC geschlagen geben musste.
Den bisher größten Erfolg feierte die Mannschaft in der Saison 2010. Im Finale traf man auf den großen Favoriten Puerto Rico Islanders FC. Nach zwei Siegen konnte der 2:0-Erfolg und der Gewinn der Supercopa DirecTV perfekt gemacht. Dadurch qualifizierte sich das Team für die CFU Club Championship 2011.

### USL Professional Division
River Plate Puerto Rico spielte in der Saison 2011 auch in der USL Professional Division. Die Mannschaft war dort Teil der International Division. Alle drei puerto-ricanischen Clubs der Liga stießen jedoch aufgrund mangelnder Besucherzahlen und hoher Reisekosten schnell auf Probleme. Im Mai 2011, weniger als zwei Monate nach Saisonbeginn, wurden Club Atlético River Plate, Puerto Rico United und der Sevilla FC Puerto Rico schließlich wieder aus der Liga entfernt.

## Stadion
- Estadio Francisco Montaner; Ponce, Puerto Rico (2008–2010)
- Roberto Clemente Stadium; Carolina, Puerto Rico (2011– )

In den ersten drei Spielzeiten wurden die Spiele im Estadio Francisco Montaner in Ponce, Puerto Rico ausgetragen. 2011 sollte die Mannschaft eigentlich in das Estadio Sixto Escobar, welches in San Juan, Puerto Rico liegt, wechseln. Durch einen ungültigen Vertrag wechselte River Plate nach Fajardo. Da die Stadt noch kein ausreichendes Stadion zur Verfügung hat, werden die Heimspiele im benachbarten Carolina ausgetragen.

## Erfolge
- Puerto Rico Soccer League:

Supercopa DirecTV Sieger: 2010
- Copa Monteplata: (1): 2009
- Liga Premier: 1: 2007

## Statistik

### Saisonstatistik
| Jahr | Liga    | Regular Season     | Play-offs  | US Open Cup |
| ---- | ------- | ------------------ | ---------- | ----------- |
| 2008 | PRSL    | 2. Platz           | Runner-up  | N/A         |
| 2009 | PRSL    | Sieger             | Halbfinale | N/A         |
| 2010 | PRSL    | 1. Platz, Gruppe A | Sieger     | N/A         |
| 2011 | USL PRO |                    |            |             |